# إشارة حيوية
إشارة حيوية (بالإنجليزية: Biosignal)‏ هي أي إشارة في الكائنات الحية التي يمكن قياسها ومراقبتها باستمرار. غالبًا ما يستخدم المصطلح للإشارة إلى الإشارات الكهربائية الحيوية، ولكنه قد يشير إلى كل من الإشارات الكهربائية وغير الكهربائية.
الفهم المعتاد هو الإشارة فقط إلى إشارات متغيرة الوقت، على الرغم من أن اختلافات المعلمة المكانية (مثل تسلسل النوكليوتيدات التي تحدد الشيفرة الجينية) إلا أنها تُدرج أحيانًا أيضًا.

## الإشارات الحيوية الكهربائية
تشير الإشارات الحيوية الكهربائية، أو إشارات الوقت الكهربيولوجي، عادة إلى التغير في التيار الكهربائي الناتج عن مجموع فرق الجهد الكهربائي عبر نظام متخصص للأنسجة أو الأعضاء أو الخلايا مثل الجهاز العصبي. وبالتالي، من بين الإشارات الكهروضوئية الأكثر شهرة:
- تخطيط أمواج الدماغ
- تخطيط كهربائية القلب
- تخطيط كهربائية العضل
- تخطيط ميكانيكي لانقباض العضلات
- تصوير العين الكهربائي
- استجابة جلدية جلفانية
- تخطيط الدماغ المغناطيسي

يتم قياس تخطيط أمواج الدماغ، تخطيط كهربائية القلب، تخطيط كهربائية العضل وتصوير العين الكهربائي بمضخم تفاضلي يسجل الفرق بين قطبين متصلين بالجلد. ومع ذلك، فإن استجابة الجلد الجلفاني تقيس المقاومة الكهربائية وتخطيط الدماغ المغناطيسي يقيس المجال المغناطيسي الناجم عن التيارات الكهربائية (تخطيط أمواج الدماغ).
مع تطور طرق القياس عن بعد للمجالات الكهربائية باستخدام تكنولوجيا الاستشعار الجديدة، الإشارات الحيوية الكهربائية مثل تخطيط أمواج الدماغ  و تخطيط كهربائية القلب  يمكن قياسها دون ملامسة كهربائية للجلد. يمكن تطبيق ذلك على سبيل المثال للمراقبة عن بعد لأمواج المخ ونبضات القلب للمرضى الذين لا يجب لمسهم، وخاصة المرضى الذين يعانون من حروق خطيرة.
يمكن أيضًا قياس التيارات الكهربائية والتغيرات في المقاومة الكهربائية عبر الأنسجة من النباتات.
يمكن أن تشير الإشارات الحيوية أيضًا إلى أي إشارة غير كهربائية يمكن مراقبتها من الكائنات البيولوجية، مثل الإشارات الميكانيكية (مثل الرسم الميكانيكي لانقباض العضلات)، والإشارات الصوتية (مثل النطق الصوتي وغير الصوتي، والتنفس) ، والإشارات الكيميائية (على سبيل المثال الرقم الهيدروجيني، والأوكسجين) والإشارات البصرية (مثل الحركات).

## الاستخدام في السياق الفني
في السنوات الأخيرة، اكتسب استخدام الإشارات الحيوية الاهتمام بين مجتمع فني دولي من المؤدين والملحنين الذين يستخدمون الإشارات الحيوية لإنتاج الصوت والتحكم فيه. يعود البحث والممارسة في هذا المجال إلى عقود من الزمن بأشكال مختلفة، حيث تتمتعان في الفترة الأخيرة بالتجدد، وذلك بفضل زيادة توافر تقنيات أكثر بأسعار معقولة وأقل تعقيدًا. تم تخصيص عدد كامل من «بريد الإتصال!»، الذي نشره المجتمع الصوتي الكندي في يوليو 2012، لهذا الموضوع، بمساهمات من الشخصيات الرئيسية في المجال.